# Pseudosynagelides australensis
Pseudosynagelides australensis är en spindelart som beskrevs av Zabka 1991. Pseudosynagelides australensis ingår i släktet Pseudosynagelides och familjen hoppspindlar. Inga underarter finns listade i Catalogue of Life.